# Зграда Народног позоришта у Београду
Зграда Народног позоришта у Београду, саграђена је 1869. године, на инцијативу кнеза Михаила Обреновића за потребе тек основаног националног позоришта које је представе изводило у неусловним просторима по Београду. Зграда представља непокретно културно добро као  споменик културе од великог значаја.

## Историјат
После више покушаја од 1842. године, за формирањем професионалног ансамбла које би изводило позоришне представе, тек 1868. године долази до оснивања Народног позоришта у Београду. Прва представа, „Ђурађ Бранковић“ Кароља Оберњака, одржана је (по новом календару) 22. новембра 1868. у гостионици „Код енглеске краљице“, која је следећих годину дана била привремени дом позоришта.

По оснивању Народног позоришта, Кнез и Државни савет одређују локацију за позоришну зграду, бивши турски плац код Стамбол-капије.

## Архиктетура
Зграда позоришта саграђена по пројекту Александра Бугарског, са свим карактеристикама позоришне архитектуре свога доба, али већ 1870. године, зграда доживљава прву од многих преправки. Забележене су адатапције 1885. и 1903. али прва значајнија преправка по пројекту Јосифа Букавца, започета је 1911. године, која је због ратова трајала до 1922. године. Спољни и унутрашњи изглед и класицистичка стилска обележја измењени су у решење којим доминирају масивни бочни пилони који фланкирају улаз и пластична декорација закаснелих сецесијских реминисценција. Дограђене су и нове просторије у источном делу, повећан габарит, вршене измене у ентеријеру, урађене плафонске композиције С. Ф. Колесникова.
Спомен-плоче оснивачима, исписане старим правописом, постављене су у децембру 1934. Рад позоришта је крајем 1930-тих био закомпликован "магацинским питањем", због кога често није било декора за представе. Позоришни магацин је рушен марта 1941, ради проширења позоришне зграде.
После бомбардовања Београда 1941. године када је зграда је доживела разарање и поновне оправке и реконструкције још за време рата, па и послератном периоду до 1986. године, када је за три године враћен изглед ентеријера из 1922. године, са знатним изменама на екстеријеру и ентеријеру. Тада је дограђен део зграде према улици Браће Југовића, обликован по савременим архитектонским схватањима, уз коришћење нових технологија. Чишћење фасаде изведено је 1997. године.